# پینزویل (ایندیانا)
پینزویل (به انگلیسی: Paynesville) یک منطقهٔ مسکونی در ایالات متحده آمریکا است که در شهرستان جفرسون، ایندیانا واقع شده‌است. پینزویل ۲۳۲٫۸۷ متر بالاتر از سطح دریا واقع شده‌است.